# المرأة في أبخازيا

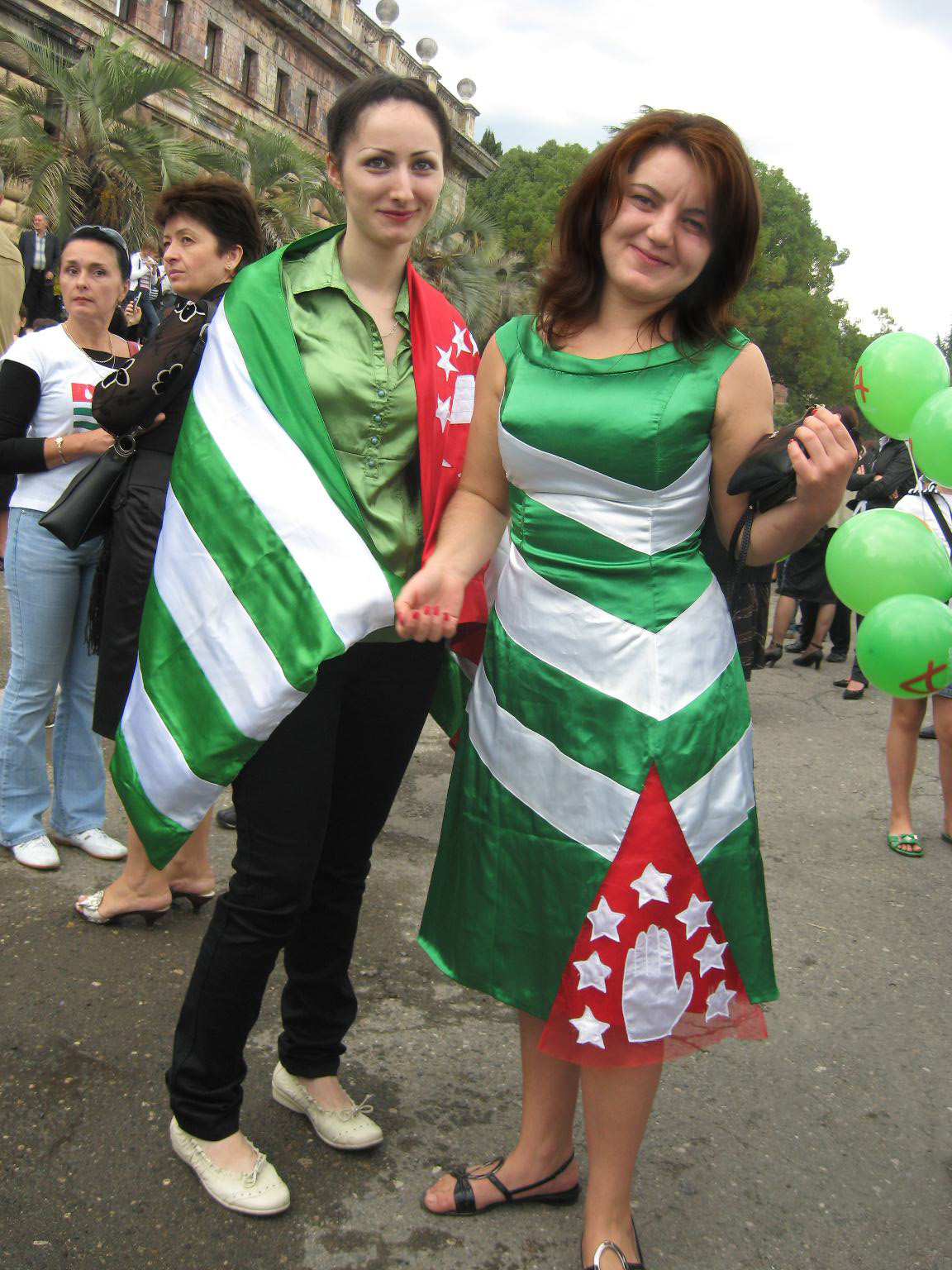
نساء أبخازيات، إحداهن ملفوفة بعلم أبخازيا، والثانية تلبس ثوب تم تصميمه بشكل مشابه للعلم

المرأة في أبخازيا أو المرأة الأبخازية وخاصة كبار السِن، حيثُ عادةً ما توصف المرأة الأبخازية بأنها من صُناع السَلام ومتخذي القرارات ومن أصحاب الوساطات في أوقات الحرب والقتال.
في الوقت الحالي، المرأة الأبخازية هي من أكثر النساء نشاطاً في المشاركة في مجال الأعمال والأنشطة المتعلقة بإنشاء منظمات للمرأة في بلادهم.

## معرض الصور

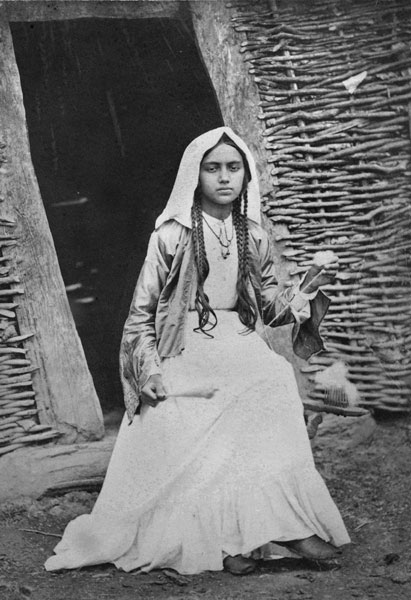
فتاة أبخازية (1881).
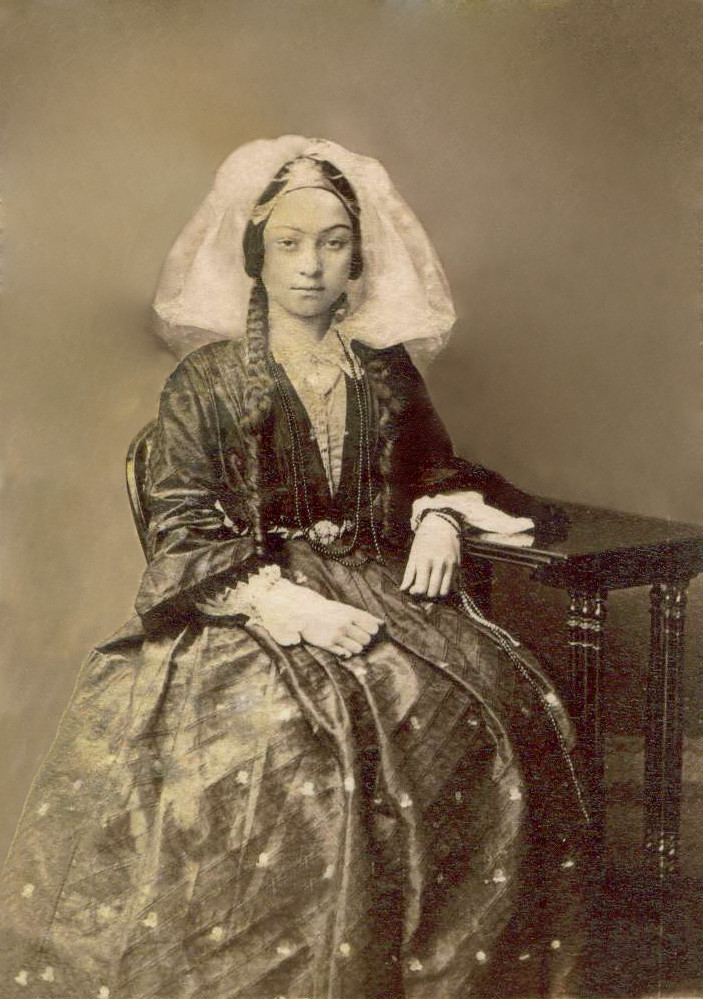
شابة أبخازية (قبل 1899).
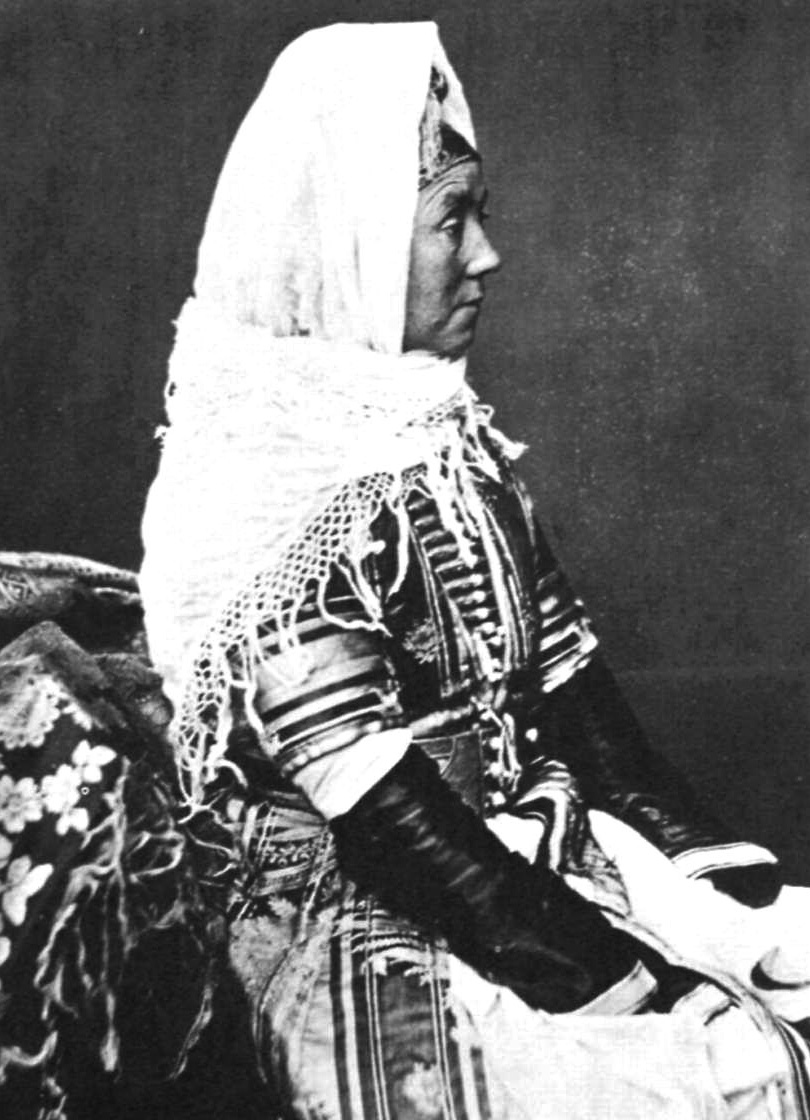
عجوز أبخازية (عقد 1890).